# Aserción lógica
En lógica matemática, una aserción lógica es una afirmación que asevera que una premisa es verdadera.
Por ejemplo, si p = x "es par", la implicación
1. {\displaystyle (\vdash p)\rightarrow (x{\pmod {2}}\equiv 0)}

es cierta. Podemos escribir esto mismo usando el símbolo de aserción como
{\displaystyle \vdash \left((\vdash p)\rightarrow (x{\pmod {2}}\equiv 0)\right)}